# Luisa Garella
Luisa Garella (nacida Luisa Gargarella; 6 de enero de 1913 – 28 de septiembre de 1983) fue una actriz de cine italiana que participó en varias películas durante la época fascista.
Garella murió en Roma el 28 de septiembre de 1983, a los 70 años.

## Filmografía seleccionada
- The Matchmaker (1934)
- The Man Who Smiles (1936)
- Joe the Red (1936)
- The Former Mattia Pascal (1937)
- Scampolo (1941)
- The Last Dance (1941)
- Grattacieli (1943)
- Short Circuit (1943)